# Scafati
Scafati ist eine italienische Gemeinde mit 47.887 Einwohnern (Stand 31. Dezember 2023) in der Provinz Salerno in der Region Kampanien.

## Lage und Daten
Scafati liegt 30 km westlich von Salerno, an der Autobahn A3. Die Ortsteile sind Bagni, Mariconda, Marra-Zaffaranelli, Sant’Antonio Vecchio, San Pietro, San Vincenzo, Trentuno und Ventotto. Die Nachbargemeinden sind Angri, Boscoreale (NA), Poggiomarino (NA), Pompei (NA), San Marzano sul Sarno, San Valentino Torio, Sant’Antonio Abate (NA) und Santa Maria la Carità (NA).
Die Einwohner leben hauptsächlich von Arbeitsplätzen in der Industrie.

## Sehenswürdigkeiten
Sehenswert ist in der Stadtmitte die Piazza Vittorio Veneto, dort steht die Kirche Santa Maria delle Vergini.
Im Ortsteil San Pietro liegt das Kloster Santa Maria di Real Valle. Das Kloster wurde um 1270 von Karl I. von Anjou gestiftet.

## Persönlichkeiten
Ein Sohn der Stadt ist Giovanni Pellino (* 1967), der unter dem Künstlernamen Neffa ein in Italien sehr beliebter und erfolgreicher Sänger und Songschreiber geworden ist. In Deutschland kennt man sein Lied Cambierà als musikalische Untermalung eines TV-Spots für einen italienischen Kräuterlikör.
Eine Tochter der Stadt ist Valentina Nappi (* 1990), eine italienische Pornodarstellerin.